# 김현애
김현애는 조선민주주의인민공화국의 탁구 선수였다. 1992년 인도 뉴델리 아시아선수권대회에서 복식 동메달을 획득하였다.